# Yu Guan-Lin
Yu Guan-Lin (29 de noviembre de 1993) es un deportista taiwanés que compitió en tiro con arco, en la modalidad de arco recurvo. Ganó dos medallas de bronce en el Campeonato Mundial de Tiro con Arco al Aire Libre, en los años 2015 y 2021.

## Palmarés internacional
| Campeonato Mundial al Aire Libre | Campeonato Mundial al Aire Libre | Campeonato Mundial al Aire Libre | Campeonato Mundial al Aire Libre |
| Año                              | Lugar                            | Medalla                          | Prueba                           |
| -------------------------------- | -------------------------------- | -------------------------------- | -------------------------------- |
| 2015                             | Copenhague (Dinamarca)           | Medalla de bronce                | Equipo                           |
| 2021                             | Yankton (Estados Unidos)         | Medalla de bronce                | Equipo                           |